# Kyrkslätts prästgård
Kyrkslätts prästgård (finska: Kirkkonummen pappila) är en prästgård i Kyrkslätt i det finländska landskapet Nyland. Prästgårdens nuvarande huvudbyggnad blev färdig år 1838. Den sista kyrkoherden som bodde i prästgården var Kyrkslätts svenska församlings kyrkoherde Lars-Henrik Höglund år 2017. Byggnaden ägs av Kyrkslätts kyrkliga samfällighet.
Kyrkslätts kommun fastställde 2021 en ny detaljplan för prästgårdsområdet. Prästgården är en kulturhistoriskt värdefull byggnad som inte får rivas.

## Historia och arkitektur
Kyrkslätts prästgård ligger i kommunens centrum norr om Kyrkslätts kyrka vid den gamla Gesterbyvägen. Redan på 1500-talet erhåll församlingen den nuvarande prästgården av kronan som boställe för kyrkoherden. Ett långt smalt område mellan Finnsbacka i väster samt Jolkby och Gesterby i öster har varit prästgårdens marker.

### Byggnader
Prästgårdens nuvarande huvudbyggnad i empirestil färdigställdes år 1838. År 1924 byggdes ett arkivrum i källaren enligt arkitekt Albert Nybergs ritningar. Senast då torde byggnaden ha försetts med en trägavel med brutet tak på gårdssidan. På prästgårdens gårdsplan finns en flera hundra år gammal jordkällare och ett yngre uthus med vällingklocka. Enligt ett gammalt ordspråk från Kyrkslätt kommer vällingklockornas spelmelodi ur ordspråket: "Kok välling, stekt strömming, lathondar komin him".
Prästgårdens stenladugård på andra sidan av vägen är byggd 1851. Under arrendetiden fungerade byggnaden som filmarkiv. Numera har ladugården restaurerats och den används som församlingens samlingslokal. Ladugården kallas för Lyan.

### Renovering
År 2018 berättade Yle Huvudstadsregionen att renoveringen av Kyrkslätts prästgård som kostade nästan en miljon euro inte har löst problem med inneluften. Prästgården renoverades mellan 2011 och 2014 med syftet att förbättra inneluften i byggnaden, som påverkats negativt av mikrobskador. År 2017 beställde Kyrkslätts kyrkliga samfällighet undersökning om husets tillstånd. Enligt undersökningen var inneluften så giftig att ingen ska vistas i byggnaden ens under en kortare stund. En ny renovering konstaterades behövas.
Enligt Kyrkslätts kyrkliga samfällighets grundstadga har prästgården varit i svenska församlingens bruk. Församlingsrådet i Kyrkslätts svenska församling beslutade att upphäva kyrkoherdens boendeskyldighet 11 september 2018. Domkapitlet i Borgå stift fastställde beslutet i januari 2019. För den nya renoveringen av prästgården tillsattes en arbetsgrupp, gemensam för bägge församlingarna, i september 2021.